# Генріх Гоффманн (морський офіцер)
Генріх Гоффманн (нім. Heinrich Hoffmann; 17 серпня 1910, Боттроп — 29 січня 1998, Ведель) — німецький морський офіцер, корветтен-капітан крігсмаріне, капітан-цур-зее бундесмаріне. Кавалер Лицарського хреста Залізного хреста з дубовим листям.

## Біографія
В 1928 році поступив на службу у рейхсмаріне. З травня 1938 року — перший вахтовий офіцер на різноманітних катерах 6-ї флотилії міноносців. З березня 1940 року командував міноносцями Т-5, Т-11, «Гриф», «Фальке», Т-24. З листопада 1943 по жовтень 1944 року — командир 5-ї флотилії міноносців. З листопада 1944 і до кінця війни очолював навчальний відділ Командування морськими диверсійними з'єднаннями.
13 березня 1956 року поступив на службу в бундесмаріне. 30 вересня 1968 року вийшов у відставку.

## Звання під час Другої світової війни
- Лейтенант-цур-зее (1 жовтня 1936)
- Капітан-лейтенант (1 січня 1940)
- Корветтен-капітан (1 квітня 1944)

## Нагороди
- Медаль «За вислугу років у Вермахті» 4-го класу (4 роки) (2 жовтня 1936)
- Залізний хрест 2-го класу (18 листопада 1939)
- Нагрудний знак есмінця (13 грудня 1940)
- Залізний хрест 1-го класу (6 січня 1941)
- Німецький хрест в золоті (6 серпня 1942)
- Лицарський хрест Залізного хреста (7 червня 1944) з дубовим листям (№524; 11 липня 1944)
- Офіцер ордена «За заслуги перед Федеративною Республікою Німеччина» (липень 1968)